# Rivalidad entre América de Cali y Millonarios
La Rivalidad entre América de Cali y Millonarios es uno de los partidos más importantes del país, que enfrenta a dos de los tres clubes con más títulos oficiales. Algunos sectores lo consideran como "El Clásico de Las Estrellas" y durante un tiempo fue considerado como "El Superclásico del Fútbol Colombiano" por tener una gran importancia histórica para el fútbol profesional en Colombia, ya que estos dos clubes fueron los más ganadores de los torneos largos de la Categoría Primera A. Los inicios de esta rivalidad se remontan a finales de la década de 1970. Sin embargo el clásico tuvo su época de máximo auge en la década de 1980, continuando la gran rivalidad en las décadas posteriores. En 2008 América igualó a Millonarios en títulos de liga (13), lo cual le inyectó más rivalidad al encuentro. A partir del 2012, Millonarios fue campeón en el Torneo Finalización de ese año obteniendo su decimocuarta estrella. Años más tarde, América iguala nuevamente a Millonarios al alcanzar su decimoquinta estrella el 27 de diciembre del 2020, pero el equipo Embajador vuelve a tomar ventaja luego de conseguir su decimosexto título el 24 de junio del 2023. Este clásico tiene una connotación sociocultural interesante, puesto que representa la rivalidad siempre existente entre dos de las regiones más desarrolladas de Colombia: Bogotá y Valle del Cauca.

## Historia
Este clásico suma en total 35 títulos de la División Mayor del Fútbol Colombiano (Dimayor), 31 títulos del Campeonato de Categoría Primera A (16 de Millonarios y 15 de América), 3 Copas Colombia ganadas por Millonarios y dos Superligas ganadas por Millonarios. Además también reúne a los dos de los clubes pioneros en la fundación de la Dimayor el 26 de junio de 1948, que se logró gracias a la gestión de sus presidentes, Alfonso Senior Quevedo, de Millonarios y Humberto Salcedo Fernández Salcefer, de América, en el edificio de la Sociedad de Mejoras Públicas de Barranquilla.
El encuentro es un clásico no solo para jugadores y técnicos, sino en especial para los hinchas, convirtiéndose cada encuentro en uno de los partidos con mayor tensión y asistencia del fútbol nacional, ya sea en el Estadio El Campín de Bogotá o en el Estadio Pascual Guerrero de Cali. Lo anterior y la amplia historia de ambos equipos, que además tienen seguidores en todo el país, son un gran respaldo al espectáculo que estos brindan cuando se enfrentan.	 
La primera vez que escarlatas y embajadores se enfrentaron fue el 8 de octubre de 1939 cuando un ya afamado Millonarios (Municipal) visito por primera vez la capital del Valle generando gran expectativa derroto en un gran partido a un ya reconocido y consolidado América por 3-2, un nuevo desafío se presentó en 1944 con una abultada victoria escarlata por 5-0.
Después de su gestión en la formación de la Dimayor, se midieron por primera vez de manera oficial por la novena fecha del primer campeonato profesional, el 10 de octubre de 1948 en Cali, y el América ganó por 4-0 con goles de Francisco Pacheco, Inocencio Paz Lasso en dos ocasiones y Dimas Gómez; el juego de revancha fue en la última fecha del Campeonato, el 19 de diciembre y Millonarios logró su primera victoria ante los americanos en Bogotá por 2-0, con dos goles del argentino Alfredo Castillo.
Esta rivalidad tiene como fecha inicial el 12 de diciembre de 1982 cuando el América obtuvo su segundo título nacional de la mano del adiestrador Gabriel Ochoa Uribe (memorable técnico y portero albiazul y escarlata), venciendo a Millonarios en la antepenúltima fecha y dando la vuelta olímpica en el estadio El Campín al superar en puntos al Deportes Tolima; una historia similar se presentara al año siguiente cuando el Rojo del Valle  empata en la última fecha en Cali con los albi-azules consiguiendo su tercer campeonato. 
Es de saber que hasta el final de la década, el resto de títulos se los repartieron entre ambos clubes: cinco para América de manera consecutiva (1982, 1983, 1984, 1985 y 1986) y dos para Millonarios, también de manera consecutiva (1987 y 1988), y en todos estos campeonatos, ambos equipos lucharon entre sí hasta las últimas instancias por el título, lo que acrecentó la rivalidad entre ambos. Además de ello, en el campeonato de 1989 que fue suspendido, Millonarios y América ocupaban el 1º y 2º lugar de la Reclasificación, y el equipo azul ya estaba clasificado para el cuadrangular final, mientras que América estaba también cerca de obtener la clasificación, en el momento de la suspensión. Ambos clubes se encontraron también en las Copas Libertadores de 1985 y 1988, y además en la Copa Merconorte de 1998.
En la última fecha del cuadrangular final de 1994, América llegaba a enfrentar a Millonarios en Bogotá y empatando se coronaba campeón, en tanto que el equipo azul llegaba en tercer lugar. Millonarios derrotó por 3:1 al cuadro vallecaucano, pero faltando 10 minutos para finalizar el partido Juan Pablo Ángel hizo el único gol a favor de Atlético Nacional derrotando 1-0 al Deportivo Independiente Medellín Medellín]] dándole al Verde de la Montaña su sexto título, Millonarios perdió la oportunidad de obtener el título, en tanto que Millonarios se clasificó a la Copa Libertadores en detrimento del elenco escarlata, que al final acabó tercero y se conformó con el pase a Copa Conmebol. Esa fue la última gran disputa entre ambos por un campeonato.
En el Torneo Finalización 2005  en la fecha ocho en el Estadio Nemesio Camacho El Campin azules y escarlatas lideraban el campeonato con 18 puntos, ese día Domingo 21 de agosto de 2005 ganó el equipo del Valle del Cauca y la ciudad de Cali 1-0 y le quitó el invicto en condición de local ya que ambos equipos tuvieron invictos hasta la fecha 6 el rojo que lo perdió el Domingo 7 de agosto de 2005 en el Estadio La Independencia de Tunja frente a Boyacá Chicó y el equipo azul en la fecha siete el Domingo 14 de agosto de 2005 lo perdió en el Estadio Metropolitano Roberto Meléndez frente al equipo Atlético Junior por resultado de 4-3.
En el Torneo Finalización 2007 el 20 de octubre en la fecha 13 había sido la última victoria del equipo rojo de Cali en Bogotá fue por resultado de 2-1.
Los clásicos disputados en el (2008), se saldaron con balance de un triunfo para cada uno como local, primero el 2 de abril, jugando la fecha 11 del Torneo Apertura, a pesar de ir perdiendo desde los 20 segundos de iniciado el compromiso, Millonarios empata a los 5 minutos a través de Ricardo Ciciliano, quien marcó de nuevo al 16. Más adelante se fue expulsado Roberto Carlos Cortés, pero Millonarios llegó al 3-1 de nuevo con gol de Ciciliano. Después, el 28 de septiembre, en la misma fecha en el Torneo Finalización, América de Cali ganó por 1-0 con gol de Adrián Ramos. En (2009), se enfrentaron en la última fecha del Torneo Apertura y Millonarios nuevamente venció por 3-1 y lo eliminó de los cuadrangulares semifinales y en el torneo finalización donde empataron 1-1 en el Pascual Guerrero y quedó eliminado Millonarios. En (2010), se enfrentaron en el Torneo apertura donde América de Cali venció ganó por 3-2 en un emocionante partido tapándole dos penales y marcando uno  Alexis Viera, en el torneo Finalización donde Millonarios venció por 2-0 y Luis Delgado atajo un penalti a Gabriel Fernández.
En 2011 se enfrentaron 2 veces, la primera fue en el torneo apertura con empate 1-1 y en el torneo finalización el 19 de noviembre de 2011 en El Campín donde Millonarios le gana al América de Cali 2-0 y envía por primera vez al cuadro escarlata a jugar la Serie de Promoción para salvar la categoría, serie que después América de Cali perdería y lo enviara a jugar cinco temporadas en la Categoría Primera B.
En 2019 en la última fecha de cuadrangulares del Apertura 2019, América tomó revancha contra Millonarios por el partido que lo condenó a la de promoción y al descenso en 2011, Millonarios 
necesitaba de una victoria contra América para avanzar a la final y esperar la caída de Deportivo Pasto, sin embargo el 5 de junio de 2019, no se dieron 
los resultados para los Azules, Deportivo Pasto derrotó 3-0 al Unión Magdalena, América de Cali se encargó de dar el batacazo inesperado, después de 12 años Los Diablos Rojos derrotaron 2-1 a Millonarios en el Estadio El Campín eliminando a su eterno archirrival, dándole el cupo a la final al Deportivo Pasto para enfrentar en la final al Junior.
Se enfrentaron en las tres finales en la Copa Cafam donde América ganó en 2009 y 2011 mientras MIllonarios en 2009, también se enfrentaron en la final del torneo ESPN 2020 donde quedó campeón América de Cali y en el cuadrangular del torneo Fox Sports de 2018 donde ganó Millonarios y 2019 donde ganó el América.
En el 2021-I América y Millonarios se enfrentaron en cuartos de final, el partido de ida se disputó en Cali 2-1 a favor de Millonarios, el partido de vuelta fue el Estadio Manuel Murillo Toro de Ibagué debido a que la Alcaldía de Bogotá no les presto el estadio, el partido terminó 0-0 clasificando a Millonarios que llegó hasta la final perdiendo el título en condición de local a manos de Deportes Tolima 1-2 el partido de vuelta en Bogotá (2-3 en el global).
En el 2023-I, en los cuadrangulares Millonarios venció 1-0 en el Estadio Pascual Guerrero al América de Cali, 2-1 a favor de Millonarios, el equipo azul se coronó campeón.
En el 2023-II América de Cali y Millonarios compartieron en el cuadrangular B conformando el denomimado Grupo de la muerte junto al Medellín y Atlético Nacional, este grupo de cuadrangular no se daba desde 1994, grupo cuadrangular final  Atlético Nacional quedó campeón ganando su sexto título y Millonarios] quedó subcampeón. En el cuadrangular del Finalización 2023 Millonarios derrotó 2-1 en el Estadio El Campín de Bogotá al América de Cali, en la fecha 5 del cuadrangular en el Estadio Pascual Guerrero de Cali América de Cali derrotó 1-0 a Millonarios, dejando a Medellín clasificado en la final y, a la vez Millonarios quedó eliminado, repitiéndose la historia de los cuadrangulares del Apertura 2019.

## Entrenadores exitosos en Ambos clubes
Curiosamente Millonarios y América han compartido en sus filas a 5 grandes entrenadores que le han dado importantes logros a ambos clubes, en especial el médico Gabriel Ochoa Uribe, el técnico más ganador en la historia del fútbol colombiano y de la historia de los dos equipos:	 
| Trayectoria en:        | Millonarios | América de Cali |
| ---------------------- | --- | --- |
| Gabriel Ochoa Uribe    | 9 Campeonatos del Fútbol Profesional Colombiano, 4 como jugador (1949, 1951, 1952 y 1953) y 5 como entrenador (1959, 1961, 1962, 1963 y 1972), 1 Copas Colombia, 1 como jugador (1952-53) y 1 título internacional la Copa Simón Bolívar 1972 como entrenador). | 7 Campeonatos del Fútbol Profesional Colombiano (1979, 1982, 1983, 1984, 1985, 1986 y 1990) y 3 Finales consecutivas de la Copa Libertadores de América (Ediciones 1985, 1986 y 1987) como entrenador.                        |
| Luis Augusto García    | 2 Campeonatos del Fútbol Profesional Colombiano (1987 y 1988) y 1 título internacional (Copa Merconorte 2001) como entrenador. | 1 Campeonato del Fútbol Profesional Colombiano (1996-97) como entrenador. |
| Adolfo Pedernera       | 4 Campeonatos del Fútbol Profesional Colombiano (1949, 1951, 1952, 1953), 1 Copa Colombia (1952-53) | Primer Subcampeonato del Fútbol Profesional Colombiano en la historia del Club en 1960 como entrenador. |
| Diego Edison Umaña     | 1 Final de la Copa Merconorte 2000, como entrenador. | 3 Subcampeonatos del Fútbol Profesional Colombiano (1993, Nivelación 1995 y Apertura 2008) y 1 Final de la Copa Libertadores de América 1996, 1 Campeonato del Fútbol Profesional Colombiano en el año 2008, como entrenador. |
| Hernán Torres Oliveros | 1 Campeonato del Fútbol Profesional Colombiano después de que el equipo tuviera una larga sequía de 24 años sin ganar título (2012-II), 1 Final de la Superliga de Colombia 2013, 1 Final de la Copa Colombia 2013, como entrenador.                            | 1 Ascenso del Fútbol Profesional Colombiano luego de que el equipo permaneciera en 5 años en la Categoría Primera B (2016) como entrenador.                                                                                   |

## Palmarés

### Masculino
*Actualizado hasta 24 de enero de 2024
Millonarios ha conocido más veces la victoria que la derrota en la disputa de este clásico. Así, Millonarios y el América de Cali (23 a 17). A continuación se listan los torneos y la cantidad de logros de ambos equipos:
| Torneo                                                                        | Títulos de Millonarios | Títulos de América de Cali |
| ----------------------------------------------------------------------------- | ---------------------- | -------------------------- |
| Categoría Primera A                                                           | 16                     | 15                         |
| Copa Colombia                                                                 | 3                      | 0                          |
| Superliga de Colombia                                                         | 2                      | 0                          |
| Categoría Primera B                                                           | 0                      | 1                          |
| Torneos internacionales de la Conmebol-FIFA o de federaciones (1948-presente) | 2                      | 2                          |
| Totales de Títulos Oficiales                                                  | 23                     | 17                         |
| Tabla Histórica de la Categoría Primera A                                     | 1° (5719 puntos)       | 4° (5040 puntos)           |
| Clasificación de Clubes de la CONMEBOL (2025)                                 | 53° (1 222,2 puntos)   | 40° (1 872,3 puntos)       |
| Tabla Histórica de la Copa Libertadores (2024)                                | 47° (120 puntos)       | 16° (278 puntos)           |
| Tabla Histórica de la Copa Sudamericana (2024)                                | 30° (57 puntos)        | 110° (16 puntos)           |
| Tabla Histórica de la Copa Merconorte                                         | 1° (54 puntos)         | 3° (42 puntos)             |

### Femenino
| Torneo                                | Títulos de Millonarios | Títulos de América de Cali |
| ------------------------------------- | ---------------------- | -------------------------- |
| Liga Femenina                         | 0                      | 2                          |
| Copa Libertadores de América Femenina | 0                      | 0                          |
| Totales de títulos oficiales          | 0                      | 2                          |

## Enfrentamientos

### En competencias internacionales
| Número | Fecha                    | Torneo                             | Equipo local    | Resultado | Equipo visitante |
| ------ | ------------------------ | ---------------------------------- | --------------- | --------- | ---------------- |
| 1      | 6 de marzo de 1985       | Copa Libertadores - fase de grupos | América de Cali | 0 - 0     | Millonarios      |
| 2      | 27 de marzo de 1985      | Copa Libertadores - fase de grupos | Millonarios     | 0 - 0     | América de Cali  |
| 3      | 30 de junio de 1988      | Copa Libertadores - fase de grupos | Millonarios     | 2 - 3     | América de Cali  |
| 4      | 19 de julio de 1988      | Copa Libertadores - fase de grupos | América de Cali | 2 - 1     | Millonarios      |
| 5      | 15 de septiembre de 1998 | Copa Merconorte - fase de grupos   | América de Cali | 2 - 1     | Millonarios      |
| 6      | 8 de octubre de 1998     | Copa Merconorte - fase de grupos   | Millonarios     | 2 - 2     | América de Cali  |

### En Torneos Largos
| Número | Fecha                    | Torneo                                                 | Equipo local    | Resultado            | Equipo visitante |
| ------ | ------------------------ | ------------------------------------------------------ | --------------- | -------------------- | ---------------- |
| 1      | 10 de octubre de 1948    | Campeonato colombiano                                  | América de Cali | 4 - 0                | Millonarios      |
| 2      | 19 de diciembre de 1948  | Campeonato colombiano                                  | Millonarios     | 2 - 0                | América de Cali  |
| 3      | 3 de julio de 1949       | Campeonato colombiano                                  | América de Cali | 4 - 5                | Millonarios      |
| 4      | 9 de octubre de 1949     | Campeonato colombiano                                  | Millonarios     | 1 - 0                | América de Cali  |
| 5      | 28 de mayo de 1950       | Campeonato colombiano                                  | Millonarios     | 2 - 2                | América de Cali  |
| 6      | 16 de septiembre de 1950 | Campeonato colombiano                                  | América de Cali | 2 - 2                | Millonarios      |
| 7      | 15 de abril de 1951      | Campeonato colombiano                                  | América de Cali | 1 - 3                | Millonarios      |
| 8      | 26 de agosto de 1951     | Campeonato colombiano                                  | Millonarios     | 4 - 0                | América de Cali  |
| 9      | 20 de abril de 1952      | Campeonato colombiano                                  | América de Cali | 1 - 1                | Millonarios      |
| 10     | 7 de septiembre de 1952  | Campeonato colombiano                                  | Millonarios     | 1 - 0                | América de Cali  |
| 11     | 9 de mayo de 1954        | Campeonato colombiano                                  | Millonarios     | 1 - 2                | América de Cali  |
| 12     | 19 de septiembre de 1954 | Campeonato colombiano                                  | América de Cali | 2 - 2                | Millonarios      |
| 13     | 19 de mayo de 1955       | Campeonato colombiano                                  | América de Cali | 1 - 1                | Millonarios      |
| 14     | 31 de julio de 1955      | Campeonato colombiano                                  | Millonarios     | 3 - 1                | América de Cali  |
| 15     | 2 de octubre de 1955     | Campeonato colombiano                                  | Millonarios     | 1 - 1                | América de Cali  |
| 16     | de 1956                  | Campeonato colombiano                                  | América de Cali | 1 - 2                | Millonarios      |
| 17     | de 1956                  | Campeonato colombiano                                  | Millonarios     | 2 - 1                | América de Cali  |
| 18     | de 1957                  | Campeonato colombiano                                  | América de Cali | 0 - 2                | Millonarios      |
| 19     | de 1957                  | Campeonato colombiano                                  | Millonarios     | 2 - 2                | América de Cali  |
| 20     | 13 de octubre de 1957    | Campeonato colombiano (Hexagonal)                      | América de Cali | 1 - 0                | Millonarios      |
| 21     | 10 de noviembre de 1957  | Campeonato colombiano (Hexagonal)                      | Millonarios     | 3 - 0                | América de Cali  |
| 22     | 8 de junio de 1958       | Campeonato colombiano                                  | América de Cali | 1 - 2                | Millonarios      |
| 23     | 3 de agosto de 1958      | Campeonato colombiano                                  | Millonarios     | 5 - 2                | América de Cali  |
| 24     | 28 de septiembre de 1958 | Campeonato colombiano                                  | América de Cali | 0 - 2                | Millonarios      |
| 25     | 30 de noviembre de 1958  | Campeonato colombiano                                  | Millonarios     | 4 - 1                | América de Cali  |
| 26     | 14 de marzo de 1959      | Campeonato colombiano                                  | América de Cali | 1 - 2                | Millonarios      |
| 27     | 24 de mayo de 1959       | Campeonato colombiano                                  | Millonarios     | 4 - 1                | América de Cali  |
| 28     | 9 de agosto de 1959      | Campeonato colombiano                                  | América de Cali | 2 - 3                | Millonarios      |
| 29     | 25 de octubre de 1959    | Campeonato colombiano                                  | Millonarios     | 5 - 2                | América de Cali  |
| 30     | 17 de abril de 1960      | Campeonato colombiano                                  | Millonarios     | 2 - 0                | América de Cali  |
| 31     | 26 de junio de 1960      | Campeonato colombiano                                  | América de Cali | 3 - 1                | Millonarios      |
| 32     | 28 de agosto de 1960     | Campeonato colombiano                                  | Millonarios     | 0 - 0                | América de Cali  |
| 33     | 6 de noviembre de 1960   | Campeonato colombiano                                  | América de Cali | 0 - 0                | Millonarios      |
| 34     | 11 de mayo de 1961       | Campeonato colombiano                                  | Millonarios     | 2 - 2                | América de Cali  |
| 35     | 9 de julio de 1961       | Campeonato colombiano                                  | América de Cali | 0 - 1                | Millonarios      |
| 36     | 17 de septiembre de 1961 | Campeonato colombiano                                  | Millonarios     | 3 - 1                | América de Cali  |
| 37     | 26 de noviembre de 1961  | Campeonato colombiano                                  | América de Cali | 2 - 0                | Millonarios      |
| 38     | 11 de febrero de 1962    | Campeonato colombiano                                  | América de Cali | 1 - 1                | Millonarios      |
| 39     | 29 de abril de 1962      | Campeonato colombiano                                  | Millonarios     | 1 - 1                | América de Cali  |
| 40     | 22 de julio de 1962      | Campeonato colombiano                                  | América de Cali | 1 - 2                | Millonarios      |
| 41     | 7 de octubre de 1962     | Campeonato colombiano                                  | Millonarios     | 4 - 1                | América de Cali  |
| 42     | 3 de febrero de 1963     | Campeonato colombiano                                  | Millonarios     | 1 - 1                | América de Cali  |
| 43     | 1 de mayo de 1963        | Campeonato colombiano                                  | América de Cali | 3 - 2                | Millonarios      |
| 44     | 14 de julio de 1963      | Campeonato colombiano                                  | Millonarios     | 3 - 2                | América de Cali  |
| 45     | 29 de septiembre de 1963 | Campeonato colombiano                                  | América de Cali | 0 - 0                | Millonarios      |
| 46     | 3 de mayo de 1964        | Campeonato colombiano                                  | América de Cali | 1 - 1                | Millonarios      |
| 47     | 12 de julio de 1964      | Campeonato colombiano                                  | Millonarios     | 4 - 1                | América de Cali  |
| 48     | 4 de octubre de 1964     | Campeonato colombiano                                  | América de Cali | 0 - 1                | Millonarios      |
| 49     | 20 de diciembre de 1964  | Campeonato colombiano                                  | Millonarios     | 1 - 1                | América de Cali  |
| 50     | 14 de marzo de 1965      | Campeonato colombiano                                  | América de Cali | 3 - 3                | Millonarios      |
| 51     | 30 de mayo de 1965       | Campeonato colombiano                                  | Millonarios     | 1 - 2                | América de Cali  |
| 52     | 22 de agosto de 1965     | Campeonato colombiano                                  | América de Cali | 1 - 1                | Millonarios      |
| 53     | 14 de noviembre de 1965  | Campeonato colombiano                                  | Millonarios     | 3 - 3                | América de Cali  |
| 54     | 13 de marzo de 1966      | Campeonato colombiano                                  | América de Cali | 2 - 1                | Millonarios      |
| 55     | 12 de junio de 1966      | Campeonato colombiano                                  | Millonarios     | 0 - 1                | América de Cali  |
| 56     | 28 de agosto de 1966     | Campeonato colombiano                                  | América de Cali | 1 - 2                | Millonarios      |
| 57     | 13 de noviembre de 1966  | Campeonato colombiano                                  | Millonarios     | 2 - 0                | América de Cali  |
| 58     | 23 de abril de 1967      | Campeonato colombiano                                  | Millonarios     | 2 - 0                | América de Cali  |
| 59     | 29 de junio de 1967      | Campeonato colombiano                                  | América de Cali | 1 - 1                | Millonarios      |
| 60     | 17 de septiembre de 1967 | Campeonato colombiano                                  | Millonarios     | 4 - 1                | América de Cali  |
| 61     | 3 de diciembre de 1967   | Campeonato colombiano                                  | América de Cali | 1 - 1                | Millonarios      |
| 62     | 31 de marzo de 1968      | Campeonato colombiano                                  | Millonarios     | 0 - 2                | América de Cali  |
| 63     | 13 de junio de 1968      | Campeonato colombiano                                  | América de Cali | 1 - 2                | Millonarios      |
| 64     | 1 de septiembre de 1968  | Campeonato colombiano                                  | América de Cali | 2 - 1                | Millonarios      |
| 65     | 24 de noviembre de 1968  | Campeonato colombiano                                  | Millonarios     | 2 - 0                | América de Cali  |
| 66     | 16 de marzo de 1969      | Campeonato colombiano                                  | Millonarios     | 0 - 0                | América de Cali  |
| 67     | 25 de mayo de 1969       | Campeonato colombiano                                  | América de Cali | 2 - 1                | Millonarios      |
| 68     | 6 de julio de 1969       | Campeonato colombiano                                  | América de Cali | 1 - 1                | Millonarios      |
| 69     | 5 de octubre de 1969     | Campeonato colombiano                                  | Millonarios     | 2 - 0                | América de Cali  |
| 70     | 11 de enero de 1970      | Campeonato colombiano (Triangular)                     | Millonarios     | 2 - 1                | América de Cali  |
| 71     | 22 de enero de 1970      | Campeonato colombiano (Triangular)                     | América de Cali | 1 - 0                | Millonarios      |
| 72     | 8 de febrero de 1970     | Campeonato colombiano                                  | Millonarios     | 2 - 0                | América de Cali  |
| 73     | 7 de mayo de 1970        | Campeonato colombiano                                  | América de Cali | 2 - 1                | Millonarios      |
| 74     | 19 de julio de 1970      | Campeonato colombiano                                  | Millonarios     | 2 - 0                | América de Cali  |
| 75     | 27 de septiembre de 1970 | Campeonato colombiano                                  | América de Cali | 1 - 0                | Millonarios      |
| 76     | 18 de abril de 1971      | Campeonato colombiano                                  | América de Cali | 2 - 1                | Millonarios      |
| 77     | 27 de junio de 1971      | Campeonato colombiano                                  | Millonarios     | 3 - 3                | América de Cali  |
| 78     | 1971                     | Campeonato colombiano                                  | América de Cali | 0 - 0                | Millonarios      |
| 79     | 4 de noviembre de 1971   | Campeonato colombiano                                  | Millonarios     | 4 - 0                | América de Cali  |
| 80     | 23 de abril de 1972      | Campeonato colombiano                                  | Millonarios     | 2 - 2                | América de Cali  |
| 81     | 2 de julio de 1972       | Campeonato colombiano                                  | América de Cali | 0 - 2                | Millonarios      |
| 82     | 20 de agosto de 1972     | Campeonato colombiano                                  | Millonarios     | 3 - 1                | América de Cali  |
| 83     | 6 de noviembre de 1972   | Campeonato colombiano                                  | América de Cali | 0 - 1                | Millonarios      |
| 84     | 18 de marzo de 1973      | Campeonato colombiano                                  | Millonarios     | 4 - 0                | América de Cali  |
| 85     | 10 de junio de 1973      | Campeonato colombiano                                  | América de Cali | 2 - 2                | Millonarios      |
| 86     | 30 de septiembre de 1973 | Campeonato colombiano                                  | América de Cali | 0 - 1                | Millonarios      |
| 87     | 6 de diciembre de 1973   | Campeonato colombiano                                  | Millonarios     | 2 - 1                | América de Cali  |
| 88     | 25 de abril de 1974      | Campeonato colombiano                                  | América de Cali | 2 - 0                | Millonarios      |
| 89     | 28 de junio de 1974      | Campeonato colombiano                                  | Millonarios     | 4 - 0                | América de Cali  |
| 90     | 21 de julio de 1974      | Campeonato colombiano                                  | América de Cali | 1 - 0                | Millonarios      |
| 91     | 10 de octubre de 1974    | Campeonato colombiano                                  | Millonarios     | 1 - 0                | América de Cali  |
| 92     | 27 de noviembre de 1974  | Campeonato colombiano (Hexagonal)                      | Millonarios     | 3 - 1                | América de Cali  |
| 93     | 11 de diciembre de 1974  | Campeonato colombiano (Hexagonal)                      | América de Cali | 0 - 0                | Millonarios      |
| 94     | 16 de marzo de 1975      | Campeonato colombiano                                  | América de Cali | 1 - 2                | Millonarios      |
| 95     | 25 de mayo de 1975       | Campeonato colombiano                                  | Millonarios     | 1 - 0                | América de Cali  |
| 96     | 14 de septiembre de 1975 | Campeonato colombiano                                  | América de Cali | 1 - 2                | Millonarios      |
| 97     | 18 de marzo de 1976      | Campeonato colombiano                                  | Millonarios     | 3 - 0                | América de Cali  |
| 98     | 6 de junio de 1976       | Campeonato colombiano                                  | América de Cali | 3 - 4                | Millonarios      |
| 99     | 19 de septiembre de 1976 | Campeonato colombiano                                  | América de Cali | 0 - 1                | Millonarios      |
| 100    | 14 de abril de 1977      | Campeonato colombiano                                  | Millonarios     | 2 - 4                | América de Cali  |
| 101    | 12 de junio de 1977      | Campeonato colombiano                                  | América de Cali | 1 - 1                | Millonarios      |
| 102    | 31 de julio de 1977      | Campeonato colombiano                                  | Millonarios     | 1 - 2                | América de Cali  |
| 103    | 16 de octubre de 1977    | Campeonato colombiano                                  | América de Cali | 0 - 1                | Millonarios      |
| 104    | 12 de marzo de 1978      | Campeonato colombiano                                  | Millonarios     | 1 - 1                | América de Cali  |
| 105    | 30 de abril de 1978      | Campeonato colombiano                                  | América de Cali | 3 - 1                | Millonarios      |
| 106    | 6 de agosto de 1978      | Campeonato colombiano                                  | América de Cali | 3 - 1                | Millonarios      |
| 107    | 15 de octubre de 1978    | Campeonato colombiano                                  | Millonarios     | 3 - 2                | América de Cali  |
| 108    | 29 de octubre de 1978    | Campeonato colombiano (Cuadrangulares)                 | Millonarios     | 1 - 1                | América de Cali  |
| 109    | 12 de noviembre de 1978  | Campeonato colombiano (Cuadrangulares)                 | América de Cali | 1 - 2                | Millonarios      |
| 110    | 7 de marzo de 1979       | Campeonato colombiano                                  | América de Cali | 1 - 0                | Millonarios      |
| 111    | 16 de mayo de 1979       | Campeonato colombiano                                  | Millonarios     | 1 - 0                | América de Cali  |
| 112    | 15 de julio de 1979      | Campeonato colombiano                                  | América de Cali | 1 - 0                | Millonarios      |
| 113    | 3 de octubre de 1979     | Campeonato colombiano                                  | Millonarios     | 1 - 1                | América de Cali  |
| 114    | 13 de abril de 1980      | Campeonato colombiano                                  | Millonarios     | 1 - 0                | América de Cali  |
| 115    | 8 de junio de 1980       | Campeonato colombiano                                  | América de Cali | 3 - 2                | Millonarios      |
| 116    | 3 de agosto de 1980      | Campeonato colombiano                                  | Millonarios     | 3 - 2                | América de Cali  |
| 117    | 28 de septiembre de 1980 | Campeonato colombiano                                  | América de Cali | 3 - 3                | Millonarios      |
| 118    | 2 de noviembre de 1980   | Campeonato colombiano (Cuadrangulares)                 | América de Cali | 2 - 1                | Millonarios      |
| 119    | 23 de noviembre de 1980  | Campeonato colombiano (Cuadrangulares)                 | Millonarios     | 0 - 3                | América de Cali  |
| 120    | 1 de mayo de 1981        | Campeonato colombiano                                  | Millonarios     | 2 - 1                | América de Cali  |
| 121    | 19 de julio de 1981      | Campeonato colombiano                                  | América de Cali | 2 - 1                | Millonarios      |
| 122    | 30 de agosto de 1981     | Campeonato colombiano                                  | América de Cali | 2 - 1                | Millonarios      |
| 123    | 28 de octubre de 1981    | Campeonato colombiano                                  | Millonarios     | 1 - 0                | América de Cali  |
| 124    | 15 de noviembre de 1981  | Campeonato colombiano (Cuadrangulares)                 | Millonarios     | 0 - 3                | América de Cali  |
| 125    | 18 de noviembre de 1981  | Campeonato colombiano (Cuadrangulares)                 | América de Cali | 2 - 0                | Millonarios      |
| 126    | 7 de abril de 1982       | Campeonato colombiano                                  | América de Cali | 2 - 0                | Millonarios      |
| 127    | 26 de mayo de 1982       | Campeonato colombiano                                  | Millonarios     | 1 - 1                | América de Cali  |
| 128    | 8 de septiembre de 1982  | Campeonato colombiano                                  | Millonarios     | 0 - 0                | América de Cali  |
| 129    | 14 de noviembre de 1982  | Campeonato colombiano (Octagonal)                      | América de Cali | 1 - 0                | Millonarios      |
| 130    | 12 de diciembre de 1982  | Campeonato colombiano (Octagonal)                      | Millonarios     | 0 - 1                | América de Cali  |
| 131    | 10 de abril de 1983      | Campeonato colombiano                                  | América de Cali | 3 - 1                | Millonarios      |
| 132    | 22 de mayo de 1983       | Campeonato colombiano                                  | Millonarios     | 0 - 3                | América de Cali  |
| 133    | 21 de junio de 1983      | Campeonato colombiano                                  | América de Cali | 2 - 2                | Millonarios      |
| 134    | 18 de septiembre de 1983 | Campeonato colombiano                                  | Millonarios     | 0 - 1                | América de Cali  |
| 135    | 20 de noviembre de 1983  | Campeonato colombiano (Octagonal)                      | Millonarios     | 0 - 0                | América de Cali  |
| 136    | 18 de diciembre de 1983  | Campeonato colombiano (Octagonal)                      | América de Cali | 1 - 1                | Millonarios      |
| 137    | 7 de marzo de 1984       | Campeonato colombiano                                  | América de Cali | 2 - 0                | Millonarios      |
| 138    | 22 de abril de 1984      | Campeonato colombiano                                  | Millonarios     | 1 - 1                | América de Cali  |
| 139    | 5 de agosto de 1984      | Campeonato colombiano                                  | Millonarios     | 2 - 2                | América de Cali  |
| 140    | 17 de octubre de 1984    | Campeonato colombiano                                  | América de Cali | 1 - 0                | Millonarios      |
| 141    | 31 de octubre de 1984    | Campeonato colombiano (Octagonal)                      | Millonarios     | 2 - 0                | América de Cali  |
| 142    | 28 de noviembre de 1984  | Campeonato colombiano (Octagonal)                      | América de Cali | 1 - 1                | Millonarios      |
| 143    | 9 de agosto de 1985      | Campeonato colombiano                                  | América de Cali | 4 - 1                | Millonarios      |
| 144    | 1 de septiembre de 1985  | Campeonato colombiano                                  | Millonarios     | 1 - 1                | América de Cali  |
| 145    | 27 de noviembre de 1985  | Campeonato colombiano (Octagonal)                      | América de Cali | 3 - 1                | Millonarios      |
| 146    | 1 de diciembre de 1985   | Campeonato colombiano (Octagonal)                      | Millonarios     | 3 - 1                | América de Cali  |
| 147    | 1986                     | Campeonato colombiano                                  | América de Cali | 0 - 2                | Millonarios      |
| 148    | 4 de julio de 1986       | Campeonato colombiano                                  | Millonarios     | 1 - 2                | América de Cali  |
| 149    | 13 de agosto de 1986     | Campeonato colombiano                                  | Millonarios     | 2 - 0                | América de Cali  |
| 150    | 12 de octubre de 1986    | Campeonato colombiano                                  | América de Cali | 0 - 0                | Millonarios      |
| 151    | 16 de noviembre de 1986  | Campeonato colombiano (Octagonal)                      | Millonarios     | 0 - 0                | América de Cali  |
| 152    | 14 de diciembre de 1986  | Campeonato colombiano (Octagonal)                      | América de Cali | 1 - 0                | Millonarios      |
| 153    | 28 de junio de 1987      | Campeonato colombiano                                  | Millonarios     | 3 - 1                | América de Cali  |
| 154    | 30 de julio de 1987      | Campeonato colombiano                                  | América de Cali | 0 - 0                | Millonarios      |
| 155    | 12 de agosto de 1987     | Campeonato colombiano                                  | Millonarios     | 2 - 0                | América de Cali  |
| 156    | 8 de octubre de 1987     | Campeonato colombiano                                  | América de Cali | 0 - 0                | Millonarios      |
| 157    | 25 de noviembre de 1987  | Campeonato colombiano (Octagonal)                      | Millonarios     | 2 - 0                | América de Cali  |
| 158    | 30 de noviembre de 1987  | Campeonato colombiano (Octagonal)                      | América de Cali | 0 - 0                | Millonarios      |
| 159    | 21 de agosto de 1988     | Campeonato colombiano                                  | América de Cali | 1 - 1                | Millonarios      |
| 160    | 28 de agosto de 1988     | Campeonato colombiano                                  | Millonarios     | 3 - 0                | América de Cali  |
| 161    | 2 de noviembre de 1988   | Campeonato colombiano (Octagonal)                      | América de Cali | 1 - 1                | Millonarios      |
| 162    | 30 de noviembre de 1988  | Campeonato colombiano (Octagonal)                      | Millonarios     | 2 - 1                | América de Cali  |
| 163    | 2 de abril de 1989       | Campeonato colombiano                                  | Millonarios     | 2 - 2                | América de Cali  |
| 164    | 18 de junio de 1989      | Campeonato colombiano/Copa Colombia (Cuartos de final) | América de Cali | 2 - 2                | Millonarios      |
| 165    | 20 de junio de 1989      | Campeonato colombiano/Copa Colombia (Cuartos de final) | Millonarios     | 0 - 0 (4-5) Penaltis | América de Cali  |
| 166    | 6 de agosto de 1989      | Campeonato colombiano                                  | América de Cali | 2 - 3                | Millonarios      |
| 167    | 11 de octubre de 1989    | Campeonato colombiano (Cuadrangulares)                 | América de Cali | 1 - 1                | Millonarios      |
| 168    | 29 de octubre de 1989    | Campeonato colombiano (Cuadrangulares)                 | Millonarios     | 1 - 0                | América de Cali  |
| 169    | 22 de julio de 1990      | Campeonato colombiano                                  | América de Cali | 5 - 1                | Millonarios      |
| 170    | 31 de octubre de 1990    | Campeonato colombiano                                  | Millonarios     | 2 - 2                | América de Cali  |
| 171    | 8 de septiembre de 1991  | Campeonato colombiano                                  | América de Cali | 2 - 1                | Millonarios      |
| 172    | 25 de octubre de 1991    | Campeonato colombiano                                  | Millonarios     | 2 - 1                | América de Cali  |
| 173    | 5 de julio de 1992       | Campeonato colombiano                                  | América de Cali | 1 - 1                | Millonarios      |
| 174    | 13 de septiembre de 1992 | Campeonato colombiano                                  | Millonarios     | 1 - 0                | América de Cali  |
| 175    | 27 de febrero de 1993    | Campeonato colombiano                                  | América de Cali | 3 - 1                | Millonarios      |
| 176    | 18 de abril de 1993      | Campeonato colombiano                                  | Millonarios     | 2 - 1                | América de Cali  |
| 177    | 21 de julio de 1993      | Campeonato colombiano                                  | Millonarios     | 2 - 2                | América de Cali  |
| 178    | 22 de septiembre de 1993 | Campeonato colombiano                                  | América de Cali | 1 - 1                | Millonarios      |
| 179    | 27 de febrero de 1994    | Campeonato colombiano                                  | América de Cali | 1 - 2                | Millonarios      |
| 180    | 21 de abril de 1994      | Campeonato colombiano                                  | Millonarios     | 2 - 2                | América de Cali  |
| 181    | 25 de mayo de 1994       | Campeonato colombiano                                  | Millonarios     | 1 - 2                | América de Cali  |
| 182    | 19 de septiembre de 1994 | Campeonato colombiano                                  | América de Cali | 5 - 0                | Millonarios      |
| 183    | 13 de noviembre de 1994  | Campeonato colombiano (Cuadrangulares)                 | América de Cali | 3 - 2                | Millonarios      |
| 184    | 27 de noviembre de 1994  | Campeonato colombiano (Cuadrangulares)                 | Millonarios     | 1 - 2                | América de Cali  |
| 185    | 4 de diciembre de 1994   | Campeonato colombiano (Cuadrangulares)                 | América de Cali | 1 - 0                | Millonarios      |
| 186    | 18 de diciembre de 1994  | Campeonato colombiano (Cuadrangulares)                 | Millonarios     | 3 - 1                | América de Cali  |
| 187    | 23 de marzo de 1995      | Campeonato colombiano                                  | Millonarios     | 3 - 2                | América de Cali  |
| 188    | 17 de mayo de 1995       | Campeonato colombiano                                  | América de Cali | 3 - 0                | Millonarios      |
| 189    | 13 de marzo de 1996      | Campeonato colombiano                                  | América de Cali | 1 - 0                | Millonarios      |
| 190    | 9 de mayo de 1996        | Campeonato colombiano                                  | Millonarios     | 2 - 1                | América de Cali  |
| 191    | 20 de junio de 1996      | Campeonato colombiano (Cuadrangulares)                 | América de Cali | 1 - 0                | Millonarios      |
| 192    | 10 de julio de 1996      | Campeonato colombiano (Cuadrangulares)                 | Millonarios     | 3 - 0                | América de Cali  |
| 193    | 17 de noviembre de 1996  | Campeonato colombiano                                  | América de Cali | 1 - 0                | Millonarios      |
| 194    | 9 de febrero de 1997     | Campeonato colombiano                                  | Millonarios     | 2 - 1                | América de Cali  |
| 195    | 2 de marzo de 1997       | Campeonato colombiano                                  | Millonarios     | 2 - 1                | América de Cali  |
| 196    | 23 de marzo de 1997      | Campeonato colombiano                                  | América de Cali | 1 - 0                | Millonarios      |
| 197    | 20 de octubre de 1997    | Campeonato colombiano (Cuadrangulares)                 | Millonarios     | 2 - 2                | América de Cali  |
| 198    | 29 de octubre de 1997    | Campeonato colombiano (Cuadrangulares)                 | América de Cali | 2 - 1                | Millonarios      |
| 199    | 15 de marzo de 1998      | Campeonato colombiano                                  | América de Cali | 3 - 0                | Millonarios      |
| 200    | 30 de agosto de 1998     | Campeonato colombiano                                  | Millonarios     | 2 - 0                | América de Cali  |
| 201    | 22 de noviembre de 1998  | Campeonato colombiano (Cuadrangulares)                 | América de Cali | 1 - 3                | Millonarios      |
| 202    | 6 de diciembre de 1998   | Campeonato colombiano (Cuadrangulares)                 | Millonarios     | 1 - 1                | América de Cali  |
| 203    | 25 de abril de 1999      | Campeonato colombiano                                  | Millonarios     | 1 - 2                | América de Cali  |
| 204    | 3 de octubre de 1999     | Campeonato colombiano                                  | América de Cali | 1 - 1                | Millonarios      |
| 205    | 26 de febrero de 2000    | Campeonato colombiano                                  | América de Cali | 2 - 1                | Millonarios      |
| 206    | 6 de mayo de 2000        | Campeonato colombiano                                  | América de Cali | 1 - 1                | Millonarios      |
| 207    | 30 de julio de 2000      | Campeonato colombiano                                  | Millonarios     | 1 - 1                | América de Cali  |
| 208    | 14 de septiembre de 2000 | Campeonato colombiano                                  | Millonarios     | 3 - 2                | América de Cali  |
| 209    | 11 de febrero de 2001    | Campeonato colombiano                                  | Millonarios     | 4 - 1                | América de Cali  |
| 210    | 1 de julio de 2001       | Campeonato colombiano                                  | Millonarios     | 2 - 2                | América de Cali  |
| 211    | 5 de agosto de 2001      | Campeonato colombiano                                  | América de Cali | 0 - 1                | Millonarios      |
| 212    | 11 de noviembre de 2001  | Campeonato colombiano                                  | América de Cali | 4 - 1                | Millonarios      |
| 213    | 2 de diciembre de 2001   | Campeonato colombiano (Cuadrangulares)                 | Millonarios     | 0 - 1                | América de Cali  |
| 214    | 5 de diciembre de 2001   | Campeonato colombiano (Cuadrangulares)                 | América de Cali | 2 - 0                | Millonarios      |

### En Torneos Cortos
| Número | Fecha                    | Torneo                               | Equipo local    | Resultado | Equipo visitante |
| ------ | ------------------------ | ------------------------------------ | --------------- | --------- | ---------------- |
| 215    | 17 de abril de 2002      | Torneo Apertura                      | América de Cali | 2 - 0     | Millonarios      |
| 216    | 6 de octubre de 2002     | Torneo Finalización                  | Millonarios     | 0 - 2     | América de Cali  |
| 217    | 23 de febrero de 2003    | Torneo Apertura                      | Millonarios     | 3 - 0     | América de Cali  |
| 218    | 18 de agosto de 2003     | Torneo Finalización                  | América de Cali | 0 - 3     | Millonarios      |
| 219    | 24 de abril de 2004      | Torneo Apertura                      | Millonarios     | 0 - 2     | América de Cali  |
| 220    | 17 de octubre de 2004    | Torneo Finalización                  | América de Cali | 1 - 0     | Millonarios      |
| 221    | 16 de marzo de 2005      | Torneo Apertura                      | América de Cali | 1 - 1     | Millonarios      |
| 222    | 21 de agosto de 2005     | Torneo Finalización                  | Millonarios     | 0 - 1     | América de Cali  |
| 223    | 4 de marzo de 2006       | Torneo Apertura                      | América de Cali | 1 - 0     | Millonarios      |
| 224    | 18 de agosto de 2006     | Torneo Finalización                  | Millonarios     | 1 - 0     | América de Cali  |
| 225    | 22 de abril de 2007      | Torneo Apertura                      | América de Cali | 2 - 2     | Millonarios      |
| 226    | 20 de octubre de 2007    | Torneo Finalización                  | Millonarios     | 1 - 2     | América de Cali  |
| 227    | 2 de abril de 2008       | Torneo Apertura                      | Millonarios     | 3 - 1     | América de Cali  |
| 228    | 28 de septiembre de 2008 | Torneo Finalización                  | América de Cali | 1 - 0     | Millonarios      |
| 229    | 17 de mayo de 2009       | Torneo Apertura                      | Millonarios     | 3 - 1     | América de Cali  |
| 230    | 15 de noviembre de 2009  | Torneo Finalización                  | América de Cali | 1 - 1     | Millonarios      |
| 231    | 3 de abril de 2010       | Torneo Apertura                      | América de Cali | 3 - 2     | Millonarios      |
| 232    | 25 de septiembre de 2010 | Torneo Finalización                  | Millonarios     | 2 - 0     | América de Cali  |
| 233    | 12 de mayo de 2011       | Torneo Apertura                      | América de Cali | 1 - 1     | Millonarios      |
| 234    | 19 de noviembre de 2011  | Torneo Finalización                  | Millonarios     | 2 - 0     | América de Cali  |
| 235    | 11 de marzo de 2017      | Torneo Apertura                      | Millonarios     | 3 - 0     | América de Cali  |
| 236    | 20 de agosto de 2017     | Torneo Finalización                  | América de Cali | 0 - 0     | Millonarios      |
| 237    | 7 de diciembre de 2017   | Torneo Finalización (Semifinal)      | América de Cali | 1 - 2     | Millonarios      |
| 238    | 10 de diciembre de 2017  | Torneo Finalización (Semifinal)      | Millonarios     | 0 - 0     | América de Cali  |
| 239    | 4 de marzo de 2018       | Torneo Apertura                      | Millonarios     | 3 - 1     | América de Cali  |
| 240    | 25 de agosto de 2018     | Torneo Finalización                  | América de Cali | 0 - 2     | Millonarios      |
| 241    | 21 de abril de 2019      | Torneo Apertura                      | América de Cali | 1 - 1     | Millonarios      |
| 242    | 12 de mayo de 2019       | Torneo Apertura (Cuadrangulares)     | América de Cali | 1 - 2     | Millonarios      |
| 243    | 5 de junio de 2019       | Torneo Apertura (Cuadrangulares)     | Millonarios     | 1 - 2     | América de Cali  |
| 244    | 12 de octubre de 2019    | Torneo Finalización                  | Millonarios     | 1 - 2     | América de Cali  |
| 245    | 7 de noviembre de 2020   | Campeonato colombiano                | América de Cali | 0 - 2     | Millonarios      |
| 246    | 31 de marzo de 2021      | Torneo Apertura                      | América de Cali | 2 - 1     | Millonarios      |
| 247    | 24 de abril de 2021      | Torneo Apertura (Cuartos de final)   | América de Cali | 1 - 2     | Millonarios      |
| 248    | 1 de mayo de 2021        | Torneo Apertura (Cuartos de final)   | Millonarios     | 0 - 0     | América de Cali  |
| 249    | 9 de octubre de 2021     | Torneo Finalización                  | Millonarios     | 0 - 0     | América de Cali  |
| 250    | 28 de noviembre de 2021  | Torneo Finalización (Cuadrangulares) | América de Cali | 2 - 1     | Millonarios      |
| 251    | 16 de diciembre de 2021  | Torneo Finalización (Cuadrangulares) | Millonarios     | 2 - 1     | América de Cali  |
| 252    | 3 de abril de 2022       | Torneo Apertura                      | América de Cali | 3 - 2     | Millonarios      |
| 253    | 24 de septiembre de 2022 | Torneo Finalización                  | Millonarios     | 2 - 2     | América de Cali  |
| 254    | 27 de abril de 2023      | Torneo Apertura                      | Millonarios     | 4 - 3     | América de Cali  |
| 255    | 31 de mayo de 2023       | Torneo Apertura (Cuadrangulares)     | América de Cali | 0 - 1     | Millonarios      |
| 256    | 3 de junio de 2023       | Torneo Apertura (Cuadrangulares)     | Millonarios     | 2 - 1     | América de Cali  |
| 257    | 30 de octubre de 2023    | Torneo Finalización                  | América de Cali | 1 - 0     | Millonarios      |
| 258    | 19 de noviembre de 2023  | Torneo Finalización (Cuadrangulares) | Millonarios     | 2 - 1     | América de Cali  |
| 259    | 3 de diciembre de 2023   | Torneo Finalización (Cuadrangulares) | América de Cali | 1 - 0     | Millonarios      |
| 260    | 7 de febrero de 2024     | Torneo Apertura                      | Millonarios     | 1 - 0     | América de Cali  |
| 261    | 11 de octubre de 2024    | Torneo Finalización                  | América de Cali | 2 - 1     | Millonarios      |
| 262    | 16 de abril de 2025      | Torneo Apertura                      | América de Cali | 0 - 0     | Millonarios      |

### En Liga Femenina
| Número | Fecha                    | Torneo                           | Equipo local    | Resultado   | Equipo visitante |
| ------ | ------------------------ | -------------------------------- | --------------- | ----------- | ---------------- |
| 1      | 8 de septiembre de 2019  | Liga Femenina - Semifinal ida    | Millonarios     | 0 - 2       | América de Cali  |
| 2      | 14 de septiembre de 2019 | Liga Femenina - Semifinal vuelta | América de Cali | 1 - 2       | Millonarios      |
| 3      | 3 de diciembre de 2020   | Liga Femenina - Semifinal ida    | Millonarios     | 1 - 1       | América de Cali  |
| 4      | 7 de diciembre de 2020   | Liga Femenina - Semifinal vuelta | América de Cali | 1 - 0       | Millonarios      |
| 5      | 2 de marzo de 2022       | Liga Femenina                    | América de Cali | 1 - 0       | Millonarios      |
| 6      | 23 de abril de 2023      | Liga Femenina                    | Millonarios     | 2 - 1       | América de Cali  |
| 7      | 13 de abril de 2024      | Liga Femenina                    | América de Cali | 1 - 0       | Millonarios      |
| 8      | 16 de junio de 2024      | Liga Femenina - Cuadrangulares   | Millonarios     | 0 - 1       | América de Cali  |
| 9      | 7 de julio de 2024       | Liga Femenina - Cuadrangulares   | América de Cali | 2 - 3       | Millonarios      |
| 10     | 16 de marzo de 2025      | Liga Femenina                    | Millonarios     | 1 - 0       | América de Cali  |
| 11     | 3 de agosto de 2025      | Liga Femenina - Cuadrangulares   | Millonarios     | 2 - 2       | América de Cali  |
| 12     | agosto de 2025           | Liga Femenina - Cuadrangulares   | América de Cali | Por definir | Millonarios      |

## Historial
- Enfrentamientos por Competencias Nacionales. Actualizado el 16 de abril de 2025[33]

| Motivo              | PJ  | GM  | E  | GA | GolM | GolA |
| ------------------- | --- | --- | -- | -- | ---- | ---- |
| Categoría Primera A | 262 | 106 | 75 | 81 | 381  | 322  |
| TOTALES             | 262 | 106 | 75 | 81 | 381  | 322  |

| PJ: partidos jugados           |
| GM: ganador Millonarios        |
| GA: ganador América de Cali    |
| E: empate                      |
| GolM: goles de Millonarios     |
| GolA: goles de América de Cali |

- Enfrentamientos por Copas Internacionales. Actualizado el 7 de enero de 2010[34][35][36]

| Motivo                 | PJ | GM | E | GA | GolM | GolA |
| ---------------------- | -- | -- | - | -- | ---- | ---- |
| Copa Libertadores 1985 | 2  | 0  | 2 | 0  | 0    | 0    |
| Copa Libertadores 1988 | 2  | 0  | 0 | 2  | 3    | 5    |
| Copa Merconorte 1998   | 2  | 0  | 1 | 1  | 3    | 4    |
| TOTALES                | 6  | 0  | 3 | 3  | 6    | 9    |

| PJ: partidos jugados           |
| GM: ganador Millonarios        |
| GA: ganador América de Cali    |
| E: empate                      |
| GolM: goles de Millonarios     |
| GolA: goles de América de Cali |

- Total de enfrentamientos. Actualizado el 16 de abril de 2025[33]

| Motivo                | PJ  | GM  | E  | GA | GolM | GolA |
| --------------------- | --- | --- | -- | -- | ---- | ---- |
| Categoría Primera A   | 262 | 106 | 75 | 81 | 381  | 322  |
| Copas Internacionales | 6   | 0   | 3  | 3  | 6    | 9    |
| TOTALES               | 268 | 106 | 78 | 84 | 387  | 331  |

| PJ: partidos jugados           |
| GM: ganador Millonarios        |
| GA: ganador América de Cali    |
| E: empate                      |
| GolM: goles de Millonarios     |
| GolA: goles de América de Cali |

- Enfrentamientos por Competencias Femeninas. Actualizado el 3 de agosto de 2025[33]

| Motivo        | PJ | GM | E | GA | GolM | GolA |
| ------------- | -- | -- | - | -- | ---- | ---- |
| Liga Femenina | 11 | 4  | 2 | 5  | 11   | 13   |
| TOTALES       | 11 | 4  | 2 | 5  | 11   | 13   |

| PJ: partidos jugados           |
| GM: ganador Millonarios        |
| GA: ganador América de Cali    |
| E: empate                      |
| GolM: goles de Millonarios     |
| GolA: goles de América de Cali |